# 澎湖廳 (清治時期)
澎湖廳是臺灣清治時期行政區劃，轄域為今澎湖縣。澎湖廳於1727年設立，1895年澎湖之役日軍攻佔澎湖後，設置「澎湖列島行政廳」取代了澎湖廳:35。

## 沿革

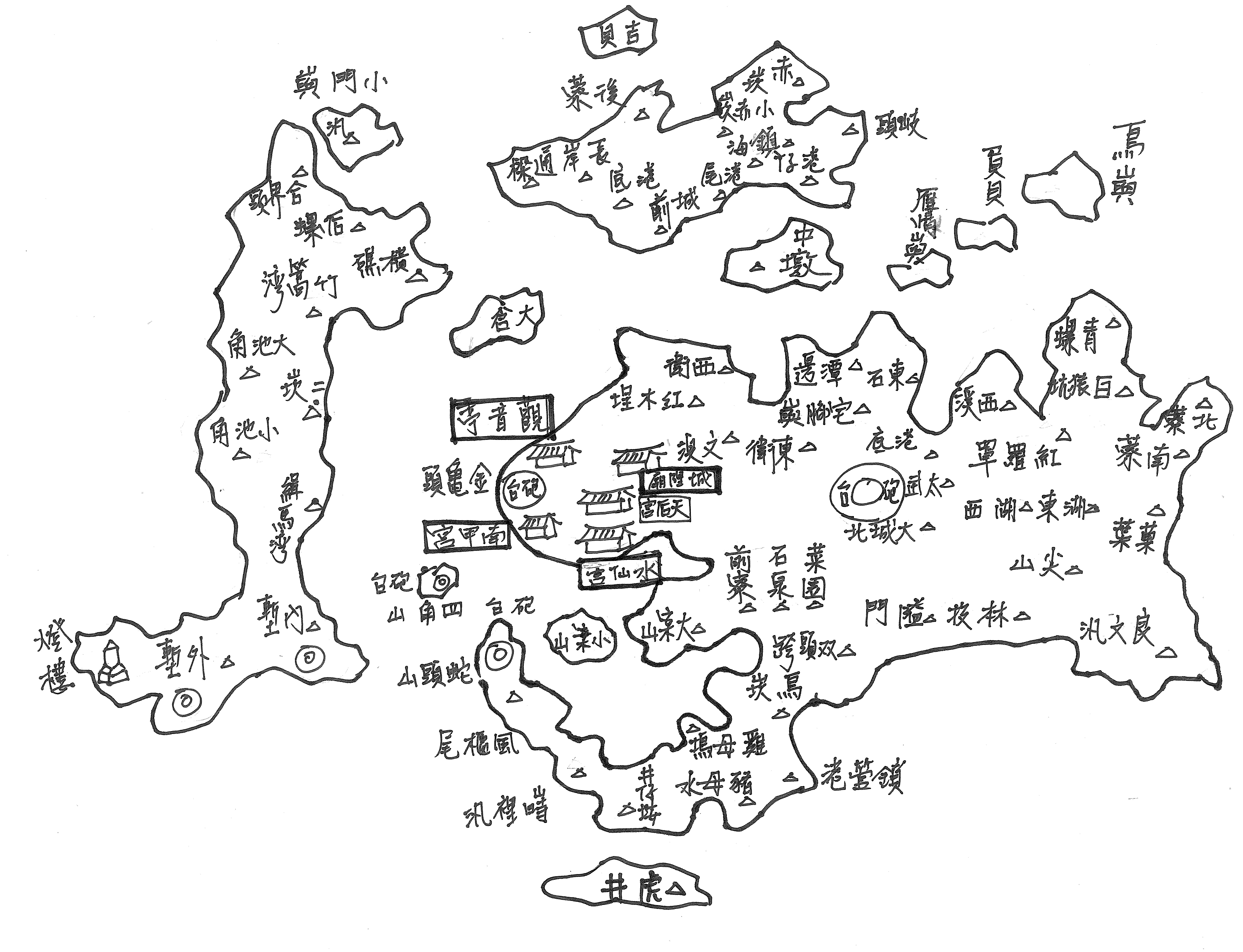
清代澎湖大山嶼、北山嶼和西嶼等輿圖（1885年）

雍正五年二月十七日（1727年3月9日），清廷聽從福建總督高其倬的奏請，將臺廈道改為「臺灣道」，並在澎湖增設一名通判，裁撤澎湖巡檢一職，為澎湖廳設置之始:35。在此之前，澎湖一帶歸臺灣縣管轄，設有澎湖巡檢司（衙門在大山嶼紅羅罩）:35。
1895年3月23日到25日發生了澎湖之役，日軍攻佔澎湖後於3月26日設置了「澎湖列島行政廳」作為澎湖的統治機構，廳長為海軍少將田中綱常。

## 行政區劃
清代澎湖廳先分為「澚（澳）」，底下再分為「社」:
- 東西澚：媽宮社、文澳社、小案山社、火燒棚社、紅木城社、大案山社、東衛社、蚱腳嶼社、西衛社、后窟潭社。
- 嵵裡澚：嵵裏社、風匱尾社、井仔垵社、豬母落水社、雞母塢社、鎖管港社、鐵線尾社、菜園社、石泉社、前寮社、桶盤社（水程十六里）、虎井社（水程二十里）。
- 林投澚：林投社、雙頭掛社、烏嵌社、隘門社、尖山社、文良港社、太武社（陸路九里）、西溪社、東石社、港底社。
- 奎璧澚：大城北社、紅羅罩社、湖西社、湖東社、南寮社、果葉社、北寮社、白猴坑社、青螺社。
- 鼎灣澚：鼎灣社、西寮社、中寮社、潭邊社、港仔尾社、水窟社、土地公前社、沙港社、港底社。

以上五澚，共五十社，總名大山嶼，為澎湖諸島之主山。至廳署，陸路可通（即今日澎湖本島的馬公市、湖西鄉一帶）
- 瓦硐澚：瓦硐港社、中墩社、城前社、港尾社、後寮社。
- 鎮海澚：鎮海社、港仔社、小赤嵌、岐頭社。
- 赤崁澚：大赤崁社、鳥嶼社。
- 通梁澚：通梁社、太倉仔社。

以上四澚、十三社，總名北山嶼，在大山嶼之北；中隔一港，潮退陸路可通。（即今白沙鄉之本島一帶）
- 吉貝澚：吉貝社。（即今白沙鄉吉貝村）
- 西嶼澚：內塹社（一名內垵社）、外塹社（一名外垵社）、緝馬灣社、小池角社、大池角社、二嵌社、竹篙灣社、合界頭社、後螺社、橫礁社、小門社、大果葉（無村落，系海濱上水馬頭）。（即今西嶼鄉一帶）
- 網垵澚：網垵社、將軍澳社、西吉嶼社、東吉嶼社、嶼坪社、大嶼社。
- 水垵澚：雍正五年從網垵澳分設：水垵社、花宅社、花嶼社。

網垵、水垵暨各小島，合為八罩嶼，乃大山嶼極南之地，水路險要，在汪洋大海中。（即今望安鄉、七美鄉一帶）